# Tennistoernooi van Eastbourne 2022
|                                        |  |                                     |
| Petra Kvitová, winnares bij de vrouwen |  | Taylor Fritz, winnaar bij de mannen |

Het tennistoernooi van Eastbourne van 2022 werd van zondag 19 tot en met zaterdag 25 juni 2022 gespeeld op de grasbanen van de Devonshire Park Lawn Tennis Club in de Engelse kustplaats Eastbourne. De officiële naam van het toernooi was Rothesay International Eastbourne.
Het toernooi bestond uit twee delen:
- WTA-toernooi van Eastbourne 2022, het toernooi voor de vrouwen
- ATP-toernooi van Eastbourne 2022, het toernooi voor de mannen

## Toernooikalender
| Eastbourne        | juni 2022 | juni 2022 | juni 2022 | juni 2022 | juni 2022 | juni 2022    | juni 2022    | juni 2022 |
| Eastbourne        | zon 19    | maa 20    | maa 20    | din 21    | woe 22    | don 23       | vrĳ 24       | zat 25    |
| ----------------- | --------- | --------- | --------- | --------- | --------- | ------------ | ------------ | --------- |
| vrouwenenkelspel  | 1e ronde  | 1e ronde  | 2e ronde  | 2e ronde  | 3e ronde  | kwartfinale  | halve finale | finale    |
| vrouwendubbelspel | 1e ronde  | 1e ronde  | 1e ronde  | 1e ronde  | 2e ronde  | 2e ronde     | halve finale | finale    |
| mannenenkelspel   |           | 1e ronde  | 1e ronde  | 1e ronde  | 2e ronde  | kwartfinale  | halve finale | finale    |
| mannendubbelspel  |           | 1e ronde  | 1e ronde  | 1e ronde  | 2e ronde  | halve finale | finale       |           |

ATP-toernooi van Eastbourne – WTA-toernooi van Eastbourne

2009 · 2010 · 2011 · 2012 · 2013 · 2014 · 2015 · 2016 · 2017 · 2018 · 2019 · 2020 · 2021 · 2022 · 2023 · 2024